# Tridesmostemon congoense
Tridesmostemon congoense är en tvåhjärtbladig växtart som först beskrevs av Auguste Jean Baptiste Chevalier, och fick sitt nu gällande namn av André Aubréville och François Pellegrin. Tridesmostemon congoense ingår i släktet Tridesmostemon och familjen Sapotaceae. Inga underarter finns listade i Catalogue of Life.